# Listă de formații speed metal
Aceasta este olistă de formații speed metal. Speed metal este un subgen extrem al muzicii heavy metal, apărut la sfârșitul anilor 1970 din New Wave of British Heavy Metal (NWOBHM) și hardcore punk. El este descris de Allmusic ca fiind o muzică "extrem de rapidă, abrazivă, și exigentă din punct de vedere tehnic".

## A

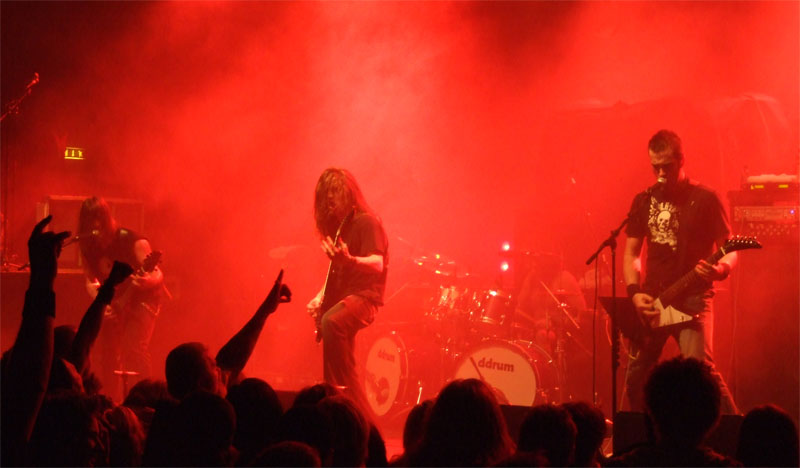
Annihilator evoluând live în 2007 la Sentrum Scene în Oslo, Norvegia

- Accept[1]
- Agent Steel[2]
- Anthrax[3][4]
- Annihilator[5]
- Anvil[6]
- Atomkraft[7]
- Avenger[8]

## B

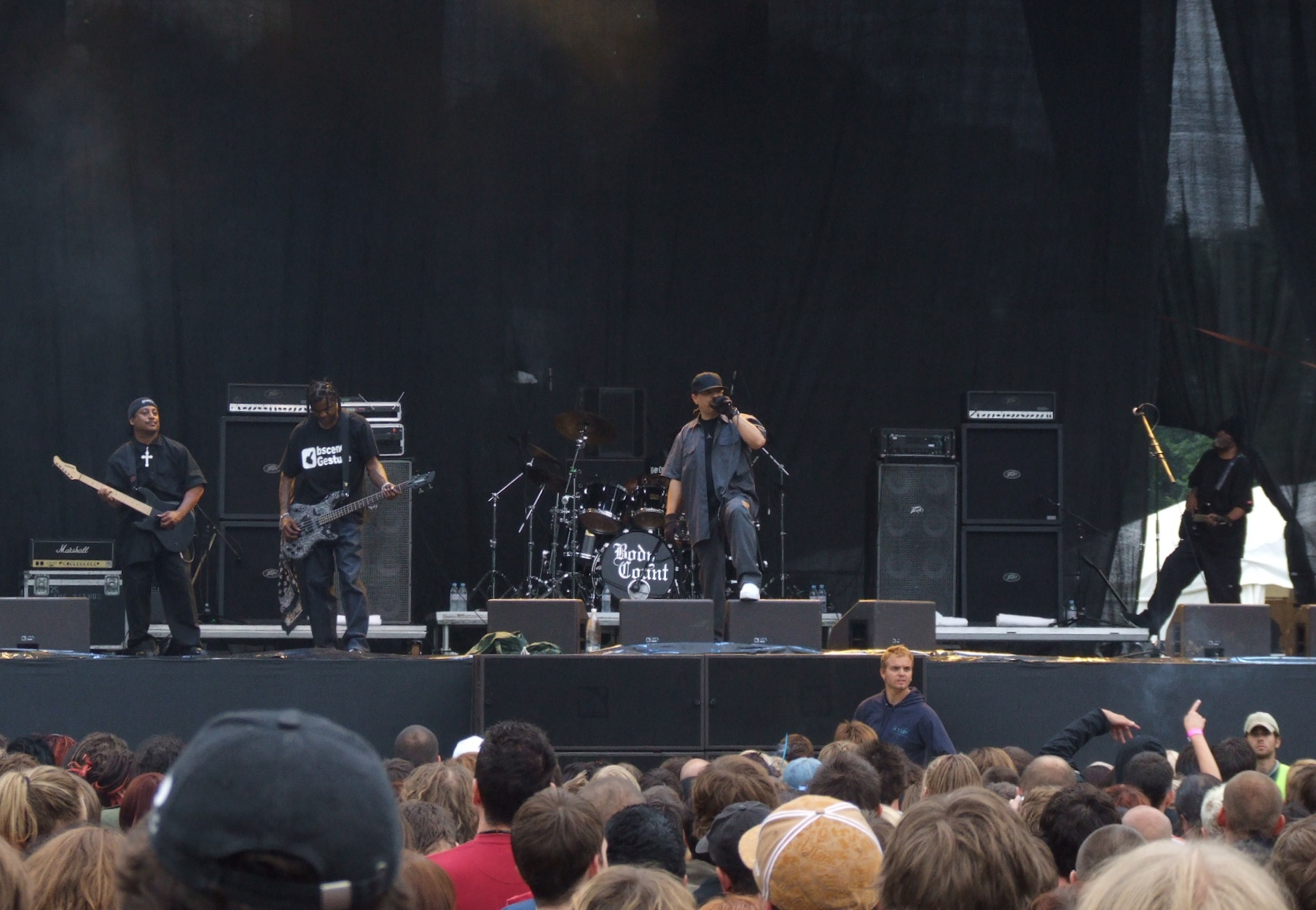
Body Count evoluân în Praga, 2006

- Blind Guardian[9]
- Blood Stain Child[10]
- Body Count[11]

## C
- Cacophony[12]
- Charged GBH[13]
- Cranium[14]
- The Crown[15]

## D

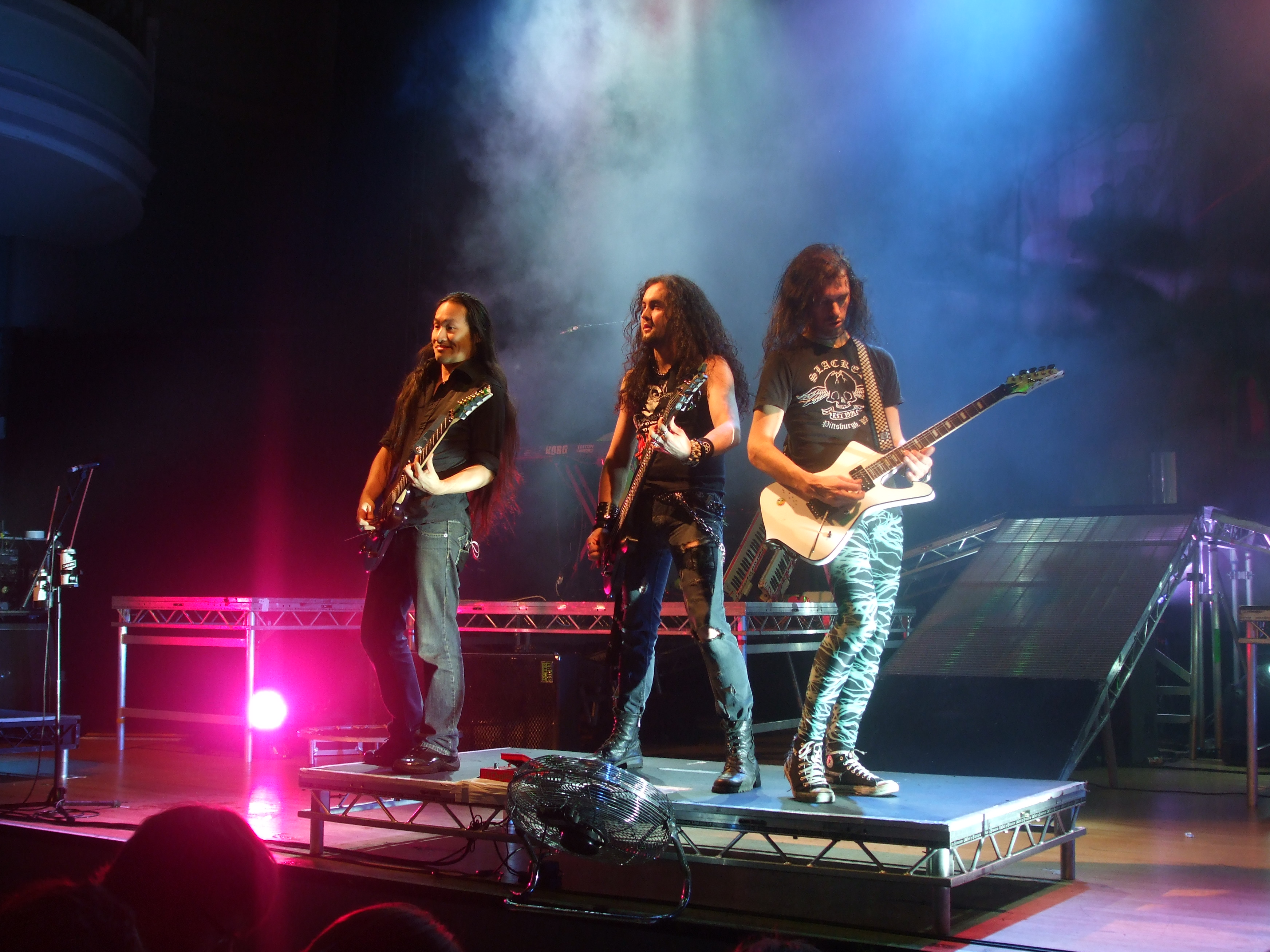
DragonForce în Melbourne, 2007

- Deliverance[16]
- Dragonforce[17]

## E
- Exciter[18]

## G
- Galneryus
- Gamma Ray[9]
- Grave Digger[9]
- The Great Kat[19]

## H

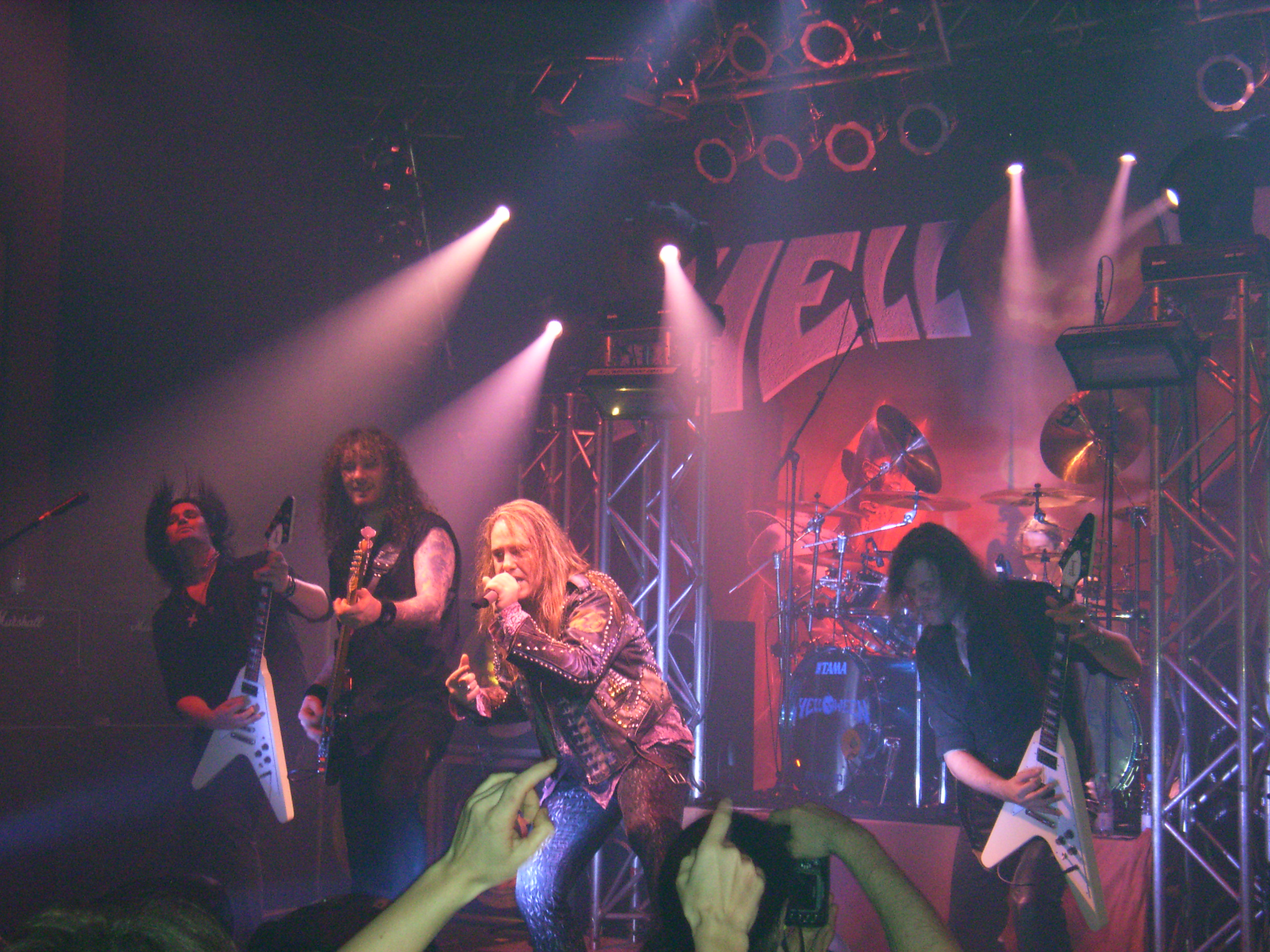
Helloween live la Löwensaal în Nurnberg, 18 ianuarie 2006

- Hatesphere[20]
- Helloween[21]
- Helstar[22]
- Hirax[23]

## J
- Judas Priest[24][25]

## K
- Kreator[26]

## L
- Liege Lord[27]

## M

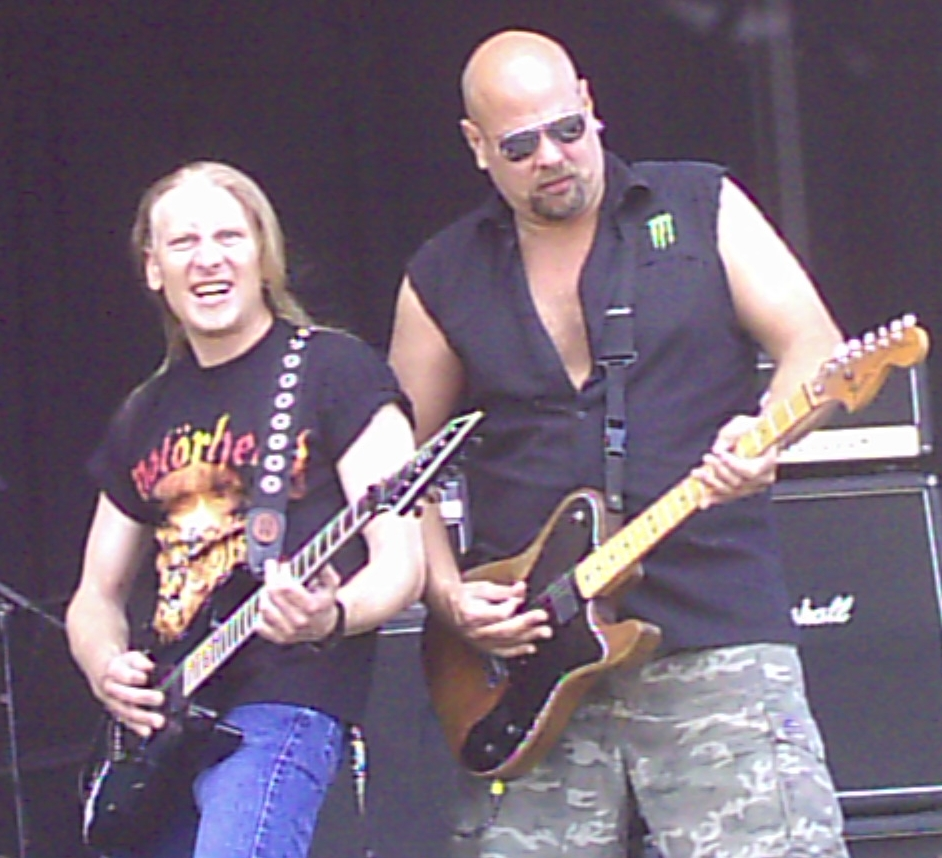
Kurdt Vanderhoof și Jay Reynolds de la Metal Church evoluând la Gernika's Metalway Festival în Spania, 2006

- Megadeth[4][28]
- Meliah Rage[29]
- Mercyful Fate[30]
- Metal Church[31]
- Metallica[4][32]
- Morbid Saint[33]
- Motörhead[34]

## N
- Necrodeath[35]
- Nevermore[36]
- Nuclear Assault[37]

## O

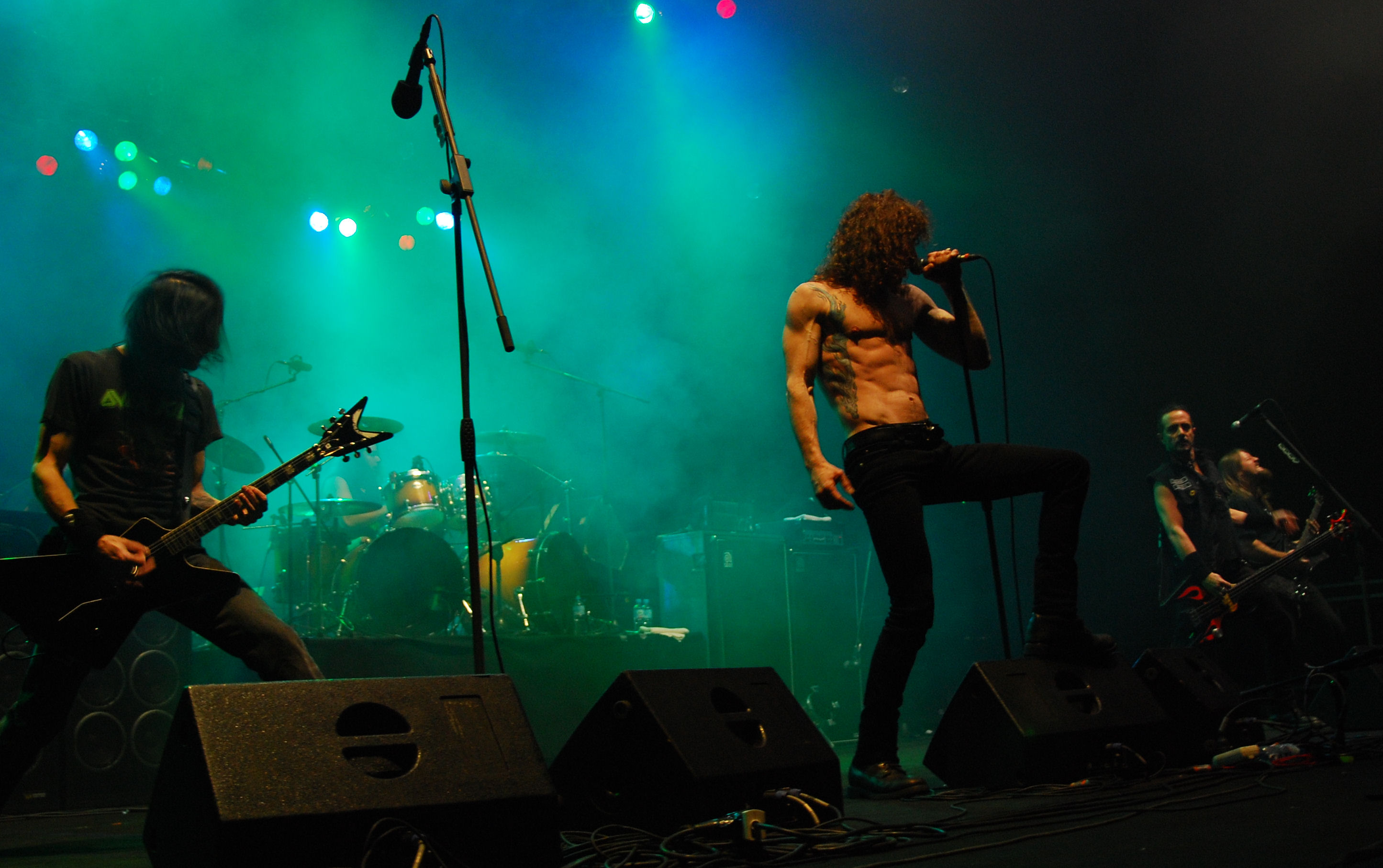
Overkill evoluând la Metalmania 2008

- Onslaught[38]
- Overkill[39]

## P
- Pantera[40]

## R
- Rage[41]
- Raven[42]
- Riot[43]
- Running Wild[9]

## S

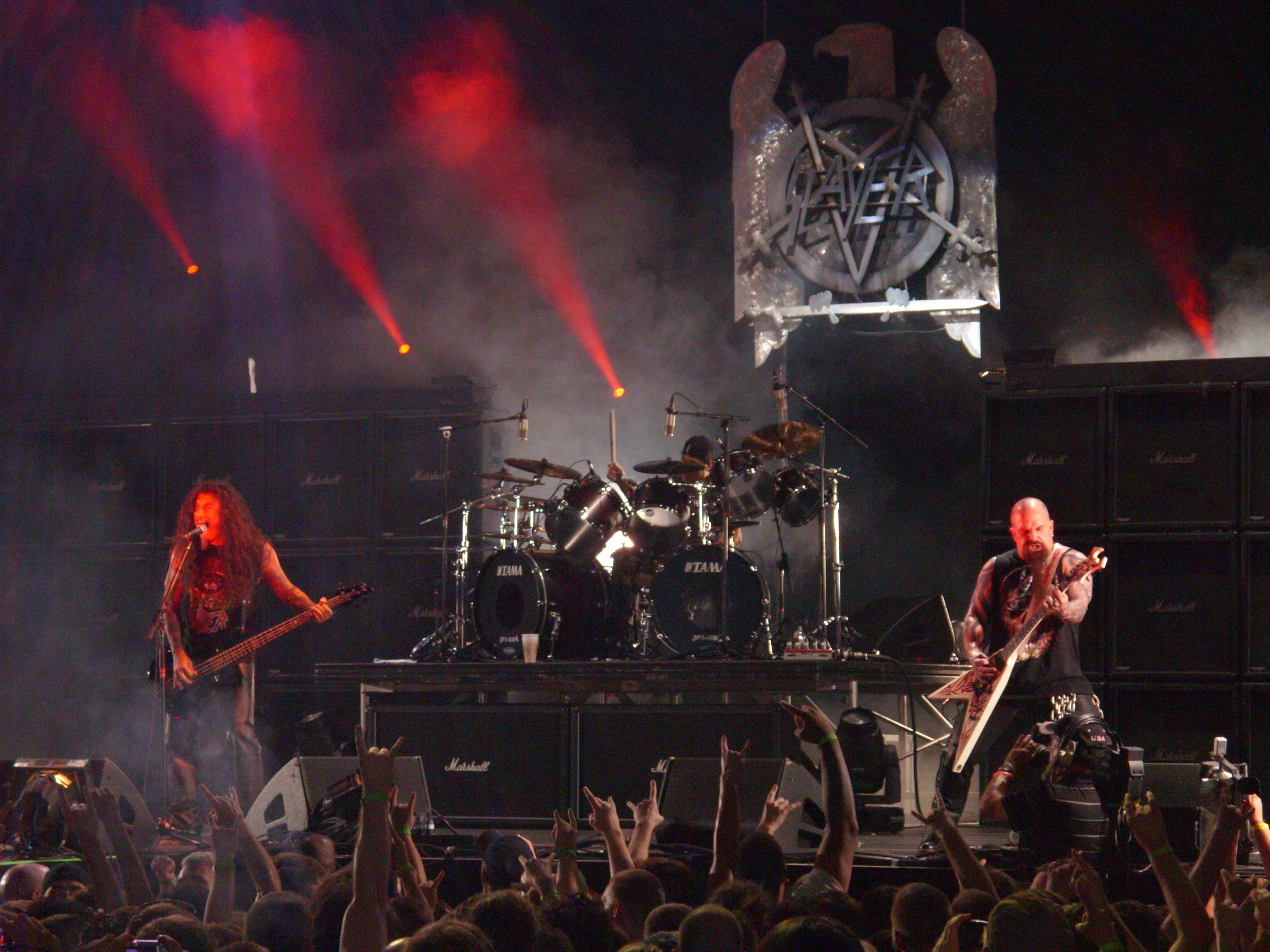
Slayer la Mayhem Festival 2009

- Sepultura[44][45]
- Sex Machineguns[46]
- Slayer[26]
- Sodom[47]
- SOD[48]

## T
- Testament[49]
- Thunderstone[50]
- Toxik[51]

## V
- Venom[52]

## X

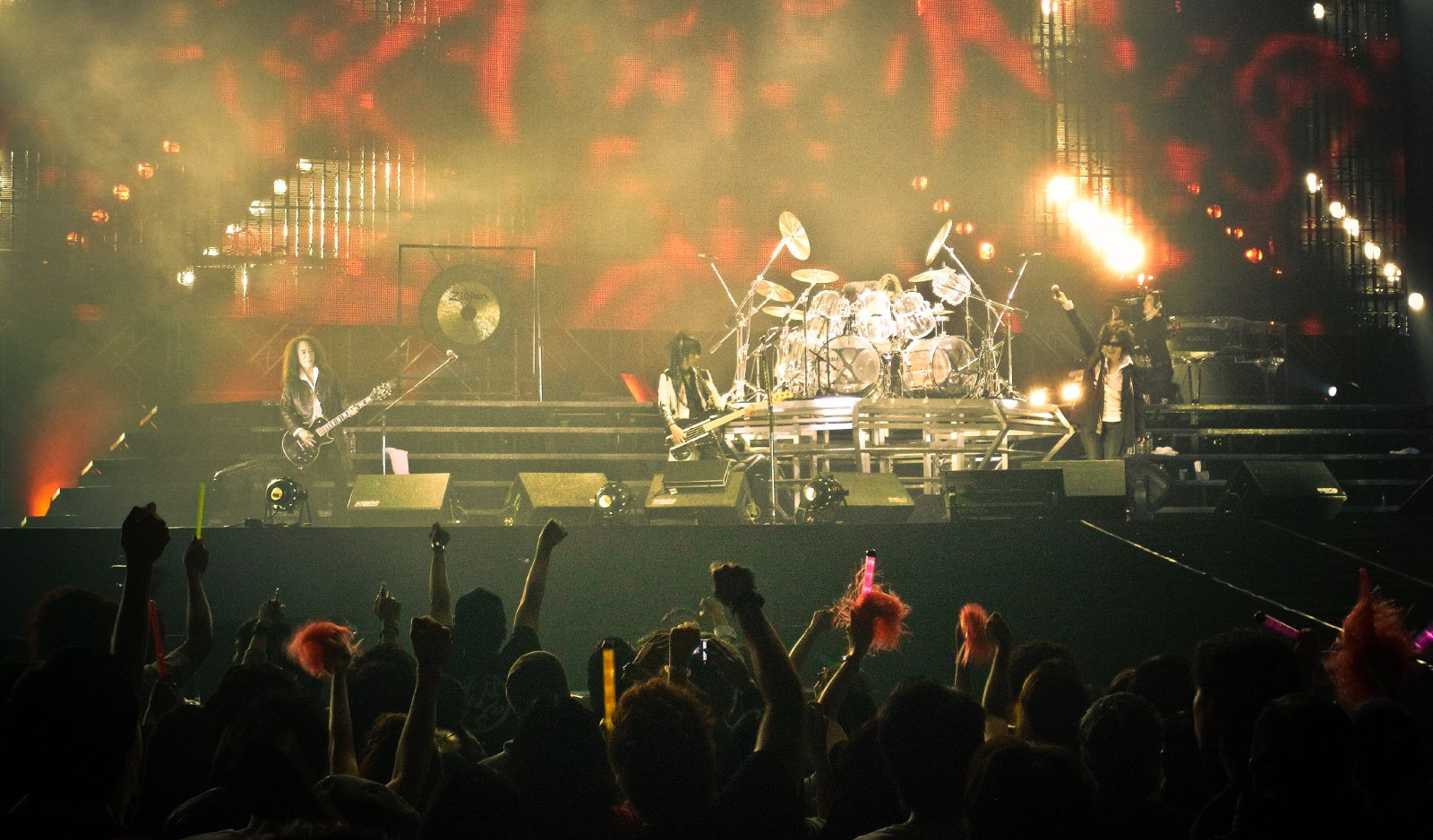
X Japan în Hong Kong, 2009

- Xentrix[53]
- X Japan[54]

## Z
- Znowhite[55]